# チベットセッケイ
チベットセッケイ (西藏雪鶏、学名：Tetraogallus tibetanus)は、キジ目キジ科に分類される鳥類の一種である。

## 分布
ヒマラヤ山系西部（チベット、カシミール、パミール高原など）に分布する。

## 形態
体長51-67cm。

## 生態
高山性の種で、海抜3000-5800mの藪の混じる岩地の斜面に生息する。冬季はやや低地に下りることもある。
食性は主に植物食。
繁殖期は5-6月で、地上を浅く掘って枯れ草などを敷いて営巣する。1腹4-6卵を産む。